# Oxie härads valkrets
Oxie härads valkrets var i riksdagsvalen till andra kammaren 1896–1908 en valkrets med ett mandat. Valkretsen, vars gränser motsvarade Oxie härad, avskaffades vid införande av proportionellt valsystem i valet 1911, då den uppgick i Malmöhus läns södra valkrets.

## Riksdagsmän
- Mårten Dahn, lmp 1897–1902 och 1904–1905 (1897–1905)
- Edvard Lindberg, s (1906–1911)

## Valresultat

### 1896
| Andrakammarvalet i Sverige 1896: Oxie härads valkrets | Andrakammarvalet i Sverige 1896: Oxie härads valkrets | Andrakammarvalet i Sverige 1896: Oxie härads valkrets | Andrakammarvalet i Sverige 1896: Oxie härads valkrets | Andrakammarvalet i Sverige 1896: Oxie härads valkrets |
| Kandidat                                              | Kandidat                                              | Röster                                                | Röster                                                | Röster                                                |
| Kandidat                                              | Kandidat                                              | Antal                                                 | %                                                     | +− %                                                  |
| ----------------------------------------------------- | ----------------------------------------------------- | ----------------------------------------------------- | ----------------------------------------------------- | ----------------------------------------------------- |
|                                                       | Mårten Dahn                                           | 172                                                   | 98,9                                                  |                                                       |
|                                                       | Övriga kandidater                                     | 2                                                     | 1,1                                                   |                                                       |
| Antal giltiga röster                                  | Antal giltiga röster                                  | 174                                                   |                                                       |                                                       |
| Kasserade röster                                      | Kasserade röster                                      | 0                                                     |                                                       |                                                       |
| Totalt                                                | Totalt                                                | 174                                                   |                                                       |                                                       |

- Valdeltagandet var 10,0%.

### 1899
| Andrakammarvalet i Sverige 1899: Oxie härads valkrets | Andrakammarvalet i Sverige 1899: Oxie härads valkrets | Andrakammarvalet i Sverige 1899: Oxie härads valkrets | Andrakammarvalet i Sverige 1899: Oxie härads valkrets | Andrakammarvalet i Sverige 1899: Oxie härads valkrets |
| Kandidat                                              | Kandidat                                              | Röster                                                | Röster                                                | Röster                                                |
| Kandidat                                              | Kandidat                                              | Antal                                                 | %                                                     | +− %                                                  |
| ----------------------------------------------------- | ----------------------------------------------------- | ----------------------------------------------------- | ----------------------------------------------------- | ----------------------------------------------------- |
|                                                       | Mårten Dahn                                           | 541                                                   | 79,8                                                  | ▼19,1                                                 |
|                                                       | J.P. Persson i Sofielundshusen                        | 133                                                   | 19,6                                                  |                                                       |
|                                                       | Övriga kandidater                                     | 4                                                     | 0,6                                                   |                                                       |
| Antal giltiga röster                                  | Antal giltiga röster                                  | 678                                                   |                                                       |                                                       |
| Kasserade röster                                      | Kasserade röster                                      | 2                                                     |                                                       |                                                       |
| Totalt                                                | Totalt                                                | 680                                                   |                                                       |                                                       |

Valet ägde rum den 19 augusti 1899. Valdeltagandet var 31,3%.

### 1902
| Andrakammarvalet i Sverige 1902: Oxie härads valkrets | Andrakammarvalet i Sverige 1902: Oxie härads valkrets | Andrakammarvalet i Sverige 1902: Oxie härads valkrets | Andrakammarvalet i Sverige 1902: Oxie härads valkrets | Andrakammarvalet i Sverige 1902: Oxie härads valkrets |
| Kandidat                                              | Kandidat                                              | Röster                                                | Röster                                                | Röster                                                |
| Kandidat                                              | Kandidat                                              | Antal                                                 | %                                                     | +− %                                                  |
| ----------------------------------------------------- | ----------------------------------------------------- | ----------------------------------------------------- | ----------------------------------------------------- | ----------------------------------------------------- |
|                                                       | Mårten Dahn                                           | 807                                                   | 65,9                                                  | ▼13,9                                                 |
|                                                       | A. Svensson                                           | 416                                                   | 33,9                                                  |                                                       |
|                                                       | Övriga kandidater                                     | 2                                                     | 0,2                                                   |                                                       |
| Antal giltiga röster                                  | Antal giltiga röster                                  | 1 225                                                 |                                                       |                                                       |
| Kasserade röster                                      | Kasserade röster                                      | 2                                                     |                                                       |                                                       |
| Totalt                                                | Totalt                                                | 1 227                                                 |                                                       |                                                       |

Valet ägde rum den 13 september 1902. Valdeltagandet var 51,1%.

### 1905
| Andrakammarvalet i Sverige 1905: Oxie härads valkrets | Andrakammarvalet i Sverige 1905: Oxie härads valkrets | Andrakammarvalet i Sverige 1905: Oxie härads valkrets | Andrakammarvalet i Sverige 1905: Oxie härads valkrets | Andrakammarvalet i Sverige 1905: Oxie härads valkrets |
| Kandidat                                              | Kandidat                                              | Röster                                                | Röster                                                | Röster                                                |
| Kandidat                                              | Kandidat                                              | Antal                                                 | %                                                     | +− %                                                  |
| ----------------------------------------------------- | ----------------------------------------------------- | ----------------------------------------------------- | ----------------------------------------------------- | ----------------------------------------------------- |
|                                                       | Edvard Lindberg                                       | 1 053                                                 | 53,8                                                  |                                                       |
|                                                       | Mårten Dahn                                           | 902                                                   | 46,1                                                  | ▼19,8                                                 |
|                                                       | Övriga kandidater                                     | 2                                                     | 0,1                                                   |                                                       |
| Antal giltiga röster                                  | Antal giltiga röster                                  | 1 957                                                 |                                                       |                                                       |
| Kasserade röster                                      | Kasserade röster                                      | 4                                                     |                                                       |                                                       |
| Totalt                                                | Totalt                                                | 1 961                                                 |                                                       |                                                       |

Valet ägde rum den 15 september 1905. Valdeltagandet var 59,4%.

### 1908
| Andrakammarvalet i Sverige 1908: Oxie härads valkrets | Andrakammarvalet i Sverige 1908: Oxie härads valkrets | Andrakammarvalet i Sverige 1908: Oxie härads valkrets | Andrakammarvalet i Sverige 1908: Oxie härads valkrets | Andrakammarvalet i Sverige 1908: Oxie härads valkrets |
| Kandidat                                              | Kandidat                                              | Röster                                                | Röster                                                | Röster                                                |
| Kandidat                                              | Kandidat                                              | Antal                                                 | %                                                     | +− %                                                  |
| ----------------------------------------------------- | ----------------------------------------------------- | ----------------------------------------------------- | ----------------------------------------------------- | ----------------------------------------------------- |
|                                                       | Edvard Lindberg                                       | 1 735                                                 | 58,2                                                  | ▲4,4                                                  |
|                                                       | Jöns Pålsson Castner (m-h)                            | 1 244                                                 | 41,8                                                  |                                                       |
| Antal giltiga röster                                  | Antal giltiga röster                                  | 2 979                                                 |                                                       |                                                       |
| Kasserade röster                                      | Kasserade röster                                      | 8                                                     |                                                       |                                                       |
| Totalt                                                | Totalt                                                | 2 987                                                 |                                                       |                                                       |

Valet ägde rum den 29 september 1908. Valdeltagandet var 75,7%.